# Finale de la Coupe de la CAF 2002
La finale de la coupe de la CAF 2002 est un match de football disputé en aller-retour, opposant l'équipe algérienne de la JS Kabylie à l'équipe camerounaise du Tonnerre Yaoundé. Les rencontres sont jouées le 8 novembre 2002 au Stade du 5-Juillet-1962 à Alger, puis le 24 novembre 2002 au Stade Ahmadou Ahidjo à Yaoundé. La coupe est remportée par la JS Kabylie pour la troisième fois consécutive.

## Parcours des finalistes
Note : (D : domicile ; E : extérieur).
| JS Kabylie     | JS Kabylie | JS Kabylie | JS Kabylie |                     | Tonnerre Yaoundé  | Tonnerre Yaoundé | Tonnerre Yaoundé | Tonnerre Yaoundé |
| -------------- | ---------- | ---------- | ---------- | ------------------- | ----------------- | ---------------- | ---------------- | ---------------- |
| Adversaire     | Total      | Aller      | Retour     | Tour                | Adversaire        | Total            | Aller            | Retour           |
| Exempt         | Exempt     | Exempt     | Exempt     | Seizièmes de finale | Deportivo Mongomo | 6 - 3            | 4 - 2 (D)        | 1 - 2 (E)        |
| ASEC Ndiambour | 6 - 3      | 0 - 0 (E)  | 6 - 3 (D)  | Huitièmes de finale | TP Akwembé        | 3 - 2            | 1 - 0 (D)        | 2 - 2 (E)        |
| Djoliba AC     | 2 - 1      | 2 - 1 (D)  | 0 - 0 (E)  | Quarts de finale    | ES Sahel          | 2 - 2E           | 1 - 2 (E)        | 1 - 0 (D)        |
| Al-Masry Club  | 2 - 1      | 0 - 1 (E)  | 2 - 0 (D)  | Demi-finales        | Satellite FC      | 2 - 2E           | 1 - 0 (D)        | 1 - 2 (E)        |

## Match aller
| Finale aller                  | JS Kabylie                                     | 4 – 0   | Tonnerre Yaoundé | Stade du 5-Juillet-1962, Alger                                                           |                                                                                          |
| 8 novembre 2002 --:-- (UTC+0) | Amaouche 2e · Berguiga 45e 84e · Drioueche 61e | (2 - 0) |                  | Spectateurs : 80 000 Arbitrage : Coffi Codjia Arbitres assistants : Adjovi Hogue Awangui | Spectateurs : 80 000 Arbitrage : Coffi Codjia Arbitres assistants : Adjovi Hogue Awangui |

| Gardien de but | -              | Lounès Gaouaoui      |        |     |  |
|                | -              | Slimane Raho         |        |     |  |
|                | -              | Noureddine Drioueche |        |     |  |
|                | -              | Brahim Zafour (c)    |        |     |  |
|                | -              | Samir Djouder        |        |     |  |
|                | -              | Mounir Dob           | Averti | 76e |  |
|                | -              | Lounès Bendahmane    | Averti |     |  |
|                | -              | Farouk Belkaïd       |        |     |  |
|                | -              | Hakim Boubrit        |        | 26e |  |
|                | -              | Yacine Amaouche      |        | 89e |  |
|                | -              | Hamid Berguiga       |        |     |  |
| Remplaçants :  |                |                      |        |     |  |
|                | -              | Mohamed Maghraoui    |        | 76e |  |
|                | -              | Rabie Dilmi          |        | 26e |  |
|                | -              | Farid Dob            |        | 89e |  |
| Gardien de but | -              | Liamine Boughrara    |        |     |  |
|                | -              | Nassim Hamlaoui      |        |     |  |
|                | -              | ..... Haïmoudi       |        |     |  |
| Entraîneur :   |                |                      |        |     |  |
|                | Jean-Yves Chay |                      |        |     |  |

| Gardien de but | -                | Tamen Kemajou         |        |     |  |
|                | -                | Benoit Moussongui     |        |     |  |
|                | -                | Alain Olinga (c)      | Averti |     |  |
|                | -                | Gaston Bindzi         | Averti |     |  |
|                | -                | Ernest Apane          |        |     |  |
|                | -                | Jean-Pierre Mani      | 31     |     |  |
|                | -                | Roberts Sesay         |        |     |  |
|                | -                | Jean Eyoum            |        | 63e |  |
|                | -                | Emmanuel Nana Bikoula |        |     |  |
|                | -                | Jean-Marc Etougou     |        | 50e |  |
|                | -                | Francis Doe           |        |     |  |
| Remplaçants :  |                  |                       |        |     |  |
|                | -                | Armand Dengoue        |        | 50e |  |
|                | -                | Hans Agbo             |        | 63e |  |
| Entraîneur :   |                  |                       |        |     |  |
|                | Richard Obatteba |                       |        |     |  |

## Match retour
| Finale retour                  | Tonnerre Yaoundé | 1 – 0   | JS Kabylie | Stade Ahmadou Ahidjo, Yaoundé                                                                          | |
| 24 novembre 2002 --:-- (UTC+1) | Eyoum 12e        | (1 - 0) |            | Spectateurs : 30 000 Arbitrage : Hicham Guirat Arbitres assistants : Taoufik Adjengui Taoufik Oueslati | Spectateurs : 30 000 Arbitrage : Hicham Guirat Arbitres assistants : Taoufik Adjengui Taoufik Oueslati |

| Gardien de but | -                | Tamen Kemajou         |     |     |  |
|                | -                | Nguini Mendouga       | 88e |     |  |
|                | -                | Gaston Bindzi         |     |     |  |
|                | -                | Roberts Sesay         |     |     |  |
|                | -                | Ben Teekloh           |     | 68e |  |
|                | -                | Alain Olinga (c)      |     |     |  |
|                | -                | Emmanuel Nana Bikoula |     |     |  |
|                | -                | Jean-Marc Etougou     |     | 80e |  |
|                | -                | Jean Eyoum            |     |     |  |
|                | -                | Hans Agbo             |     | 50e |  |
|                | -                | Francis Doe           |     |     |  |
| Remplaçants :  |                  |                       |     |     |  |
|                | -                | Armand Dengoue        |     | 68e |  |
|                | -                | Armel Etoundi         |     | 80e |  |
| Entraîneur :   |                  |                       |     |     |  |
|                | Richard Obatteba |                       |     |     |  |

| Gardien de but | -              | Lounès Gaouaoui      |     |     |  |
|                | -              | Slimane Raho         | 27e | 58e |  |
|                | -              | Noureddine Drioueche |     |     |  |
|                | -              | Brahim Zafour (c)    |     |     |  |
|                | -              | Samir Djouder        |     |     |  |
|                | -              | Mounir Dob           |     |     |  |
|                | -              | Lounès Bendahmane    |     |     |  |
|                | -              | Farouk Belkaïd       |     |     |  |
|                | -              | Farid Dob            |     | 78e |  |
|                | -              | Yacine Amaouche      |     |     |  |
|                | -              | Hamid Berguiga       |     |     |  |
| Remplaçants :  |                |                      |     |     |  |
|                | -              | Mohamed Maghraoui    |     |     |  |
|                | -              | Rabie Dilmi          |     |     |  |
|                | -              | Hakim Boubrit        |     | 58e |  |
| Gardien de but | -              | Liamine Boughrara    |     |     |  |
|                | -              | Nassim Hamlaoui      |     |     |  |
|                | -              | Haïmoudi             |     | 78e |  |
| Entraîneur :   |                |                      |     |     |  |
|                | Jean-Yves Chay |                      |     |     |  |